# Leuchtturm Lācis

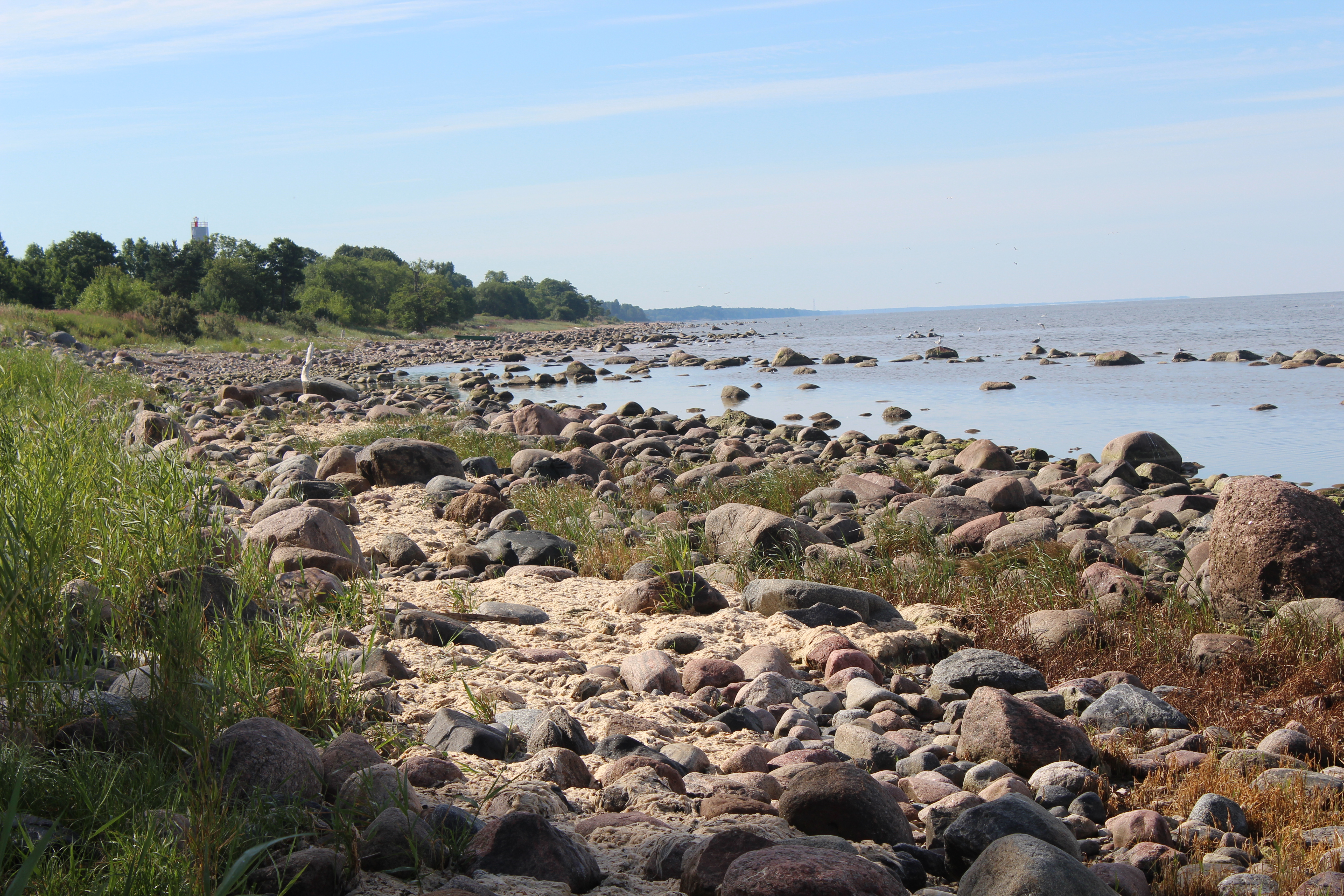
Der Leuchtturm ist im Wald links kaum erkennbar

Der Leuchtturm Lācis (Bärenleuchtturm, lettisch Lāču bāka) steht am Ufer des Golfs von Riga in der Nähe des Hauses „Lāču“ in der lettischen Gemeinde Liepupe. Der Stahlgitterturm mit weißen und roten horizontalen Latten ist ein ehemaliger Leuchtturm. Er wird seit 2015 nur noch als unbeleuchtete Navigationsmarkierung erhalten. Der Platz ist ein beliebtes Wanderziel.